# Абрагамовце
Абрагамовце (словац. Abrahámovce) — село, громада в окрузі Бардіїв, Пряшівський край, північно-східна Словаччина. Протікає річка Копривничка.
Перша згадка 1427 року.
У селі є римо-католицький костел св. Анни з 2-ї половини XVIII ст. в стилі рококо.

## Населення
| Рік:            | 1993 | 2003    | 2013    | 2023     |
| --------------- | ---- | ------- | ------- | -------- |
| Кількість осіб: | 354  | 349     | 364     | 325      |
| Різниця:        |      | -1,41 % | +4,29 % | -10,71 % |

| Рік:            | 2022 | 2023    |
| --------------- | ---- | ------- |
| Кількість осіб: | 332  | 325     |
| Різниця:        |      | -2,10 % |

У селі проживає 367 осіб.
Національний склад населення (за даними останнього перепису населення — 2001 року):
- Словаки — 98,57 %
- Чехи — 0,57 %

Склад населення за приналежністю до релігії станом на 2001 рік:
- Протестанти — 50,86 %,
- Римо-католики — 45,71 %,
- Не вважають себе вірянами або не належать до жодної вищезгаданої церкви — 1,43 %